# 伍家岭街道
伍家岭街道，是中华人民共和国湖南省长沙市开福区下辖的一个乡镇级行政单位。

## 长沙伍家岭砍人事件
2014年3月14日上午，伍家岭街道辖区内发生一起隨機殺人事件；事发地点位于伍家岭街道沙湖桥农贸市场附近。
凶手海比尔·图尔迪（男，21岁）于该年2月1日来到长沙，在其同乡的饼店打工。他性格内向，脾气暴躁，与同事买买提阿卜拉·买买提尼亚孜（男，22岁）曾因琐事多次争吵，因其来长沙后不习惯当地生活，对工作、生活感到很失意，不服从店内安排，14日早上，老板表示将他辞退。10时许，海比尔·图尔迪与买买提阿卜拉·买买提尼亚孜再次发生争执，海比尔·图尔迪持刀将后者砍倒在地，猛砍致其死亡后情绪极度失控，开始袭击现场群众，砍伤刘某等4人，其中两人当场死亡，两人送医院抢救无效死亡。长沙市特巡警接警后约2分半钟赶到现场，鸣枪示警。歹徒拒不配合并企图袭警，警察开枪将其击毙。警方在现逮捕2人，后又逮捕3人，经查与此案无关。

## 行政区划
伍家岭街道下辖以下地区：
友谊社区、陈家湖社区、将家垅社区、陡岭社区、浏阳河社区、建湘新村社区、紫荆园社区和刘家冲社区。